# Hiendorf
Hiendorf ist ein Kirchdorf und Ortsteil der Gemeinde Mindelstetten im oberbayerischen Landkreis Eichstätt.

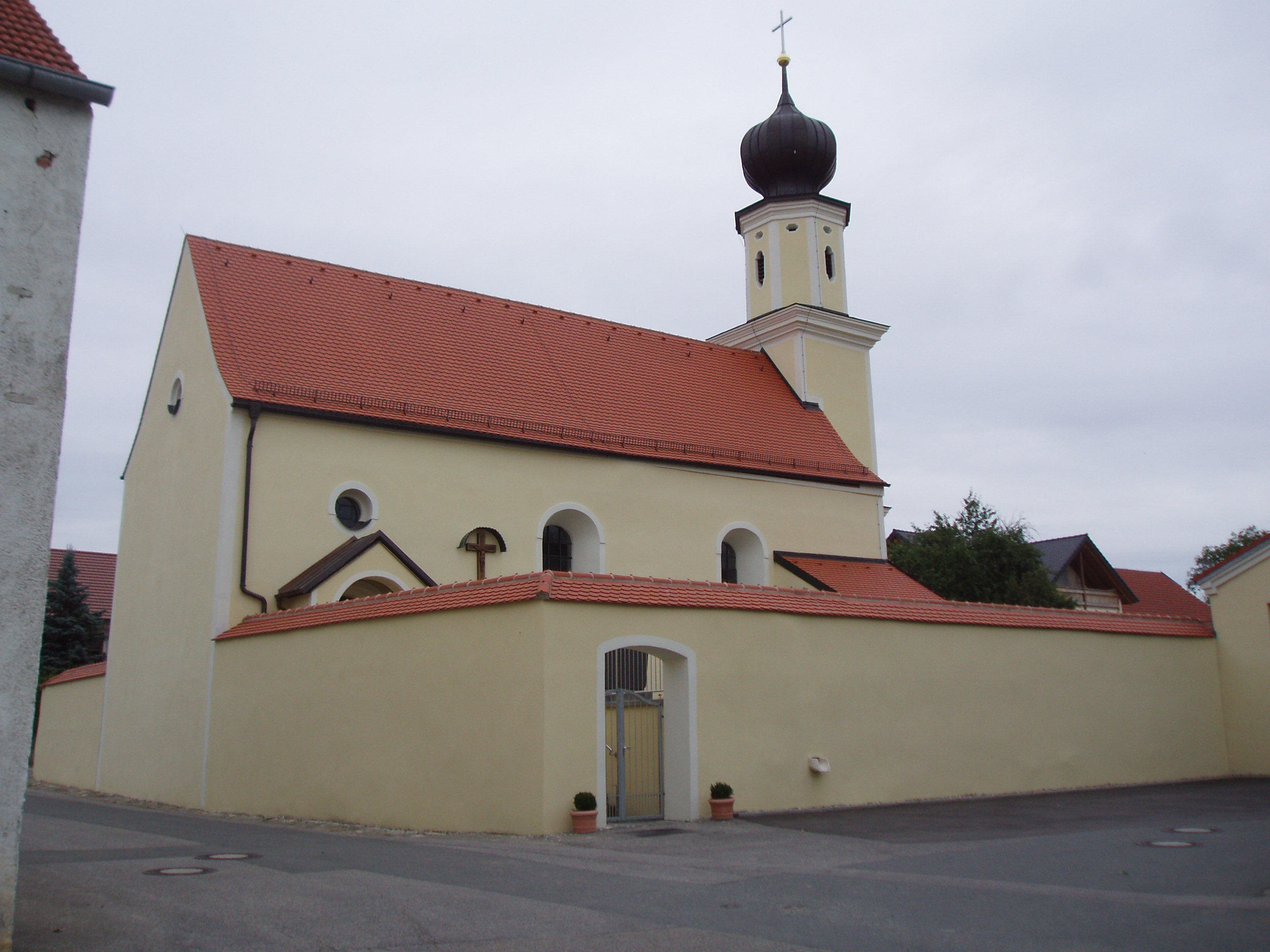
Kirche von Hiendorf

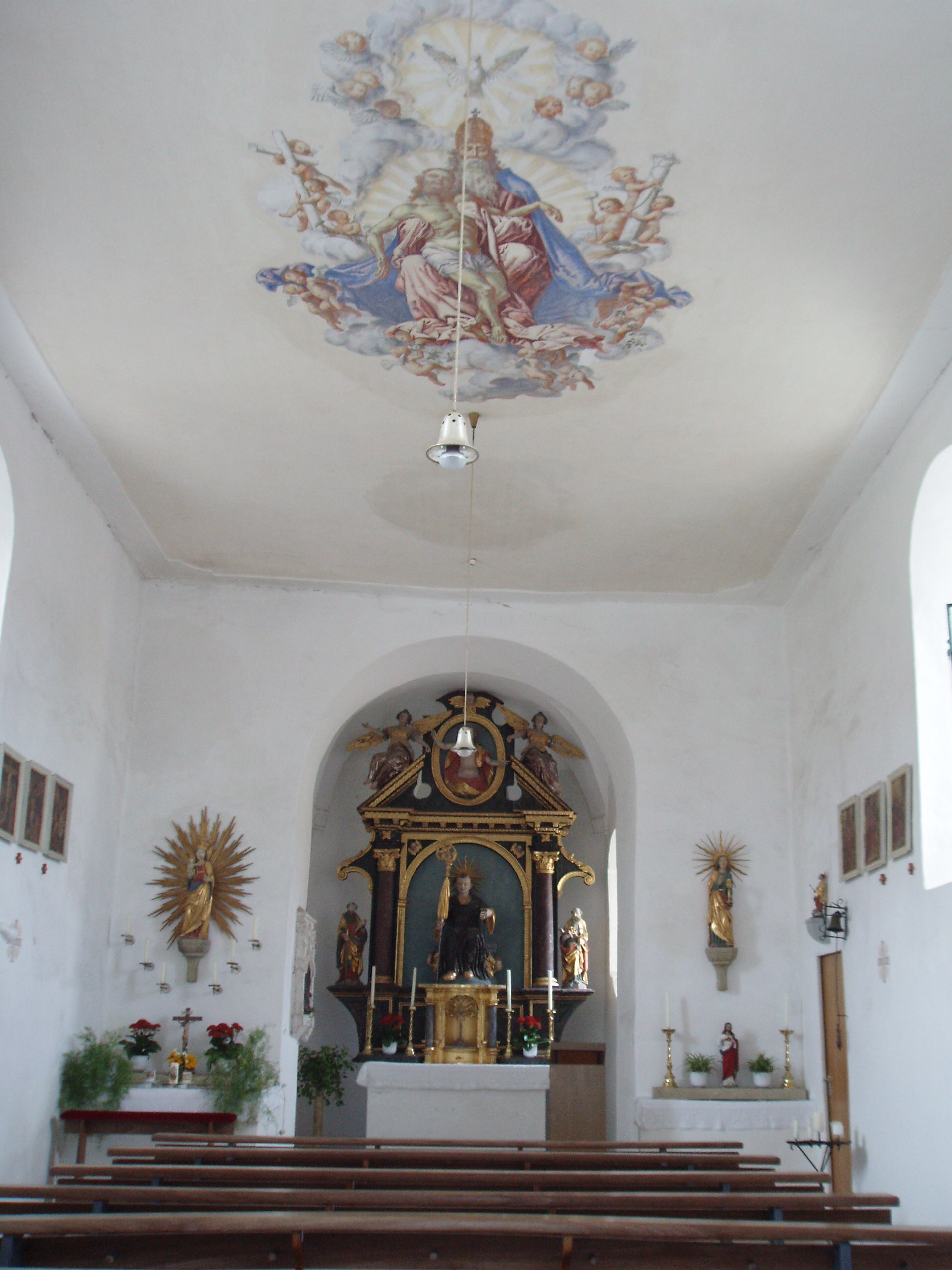
Kircheninneres

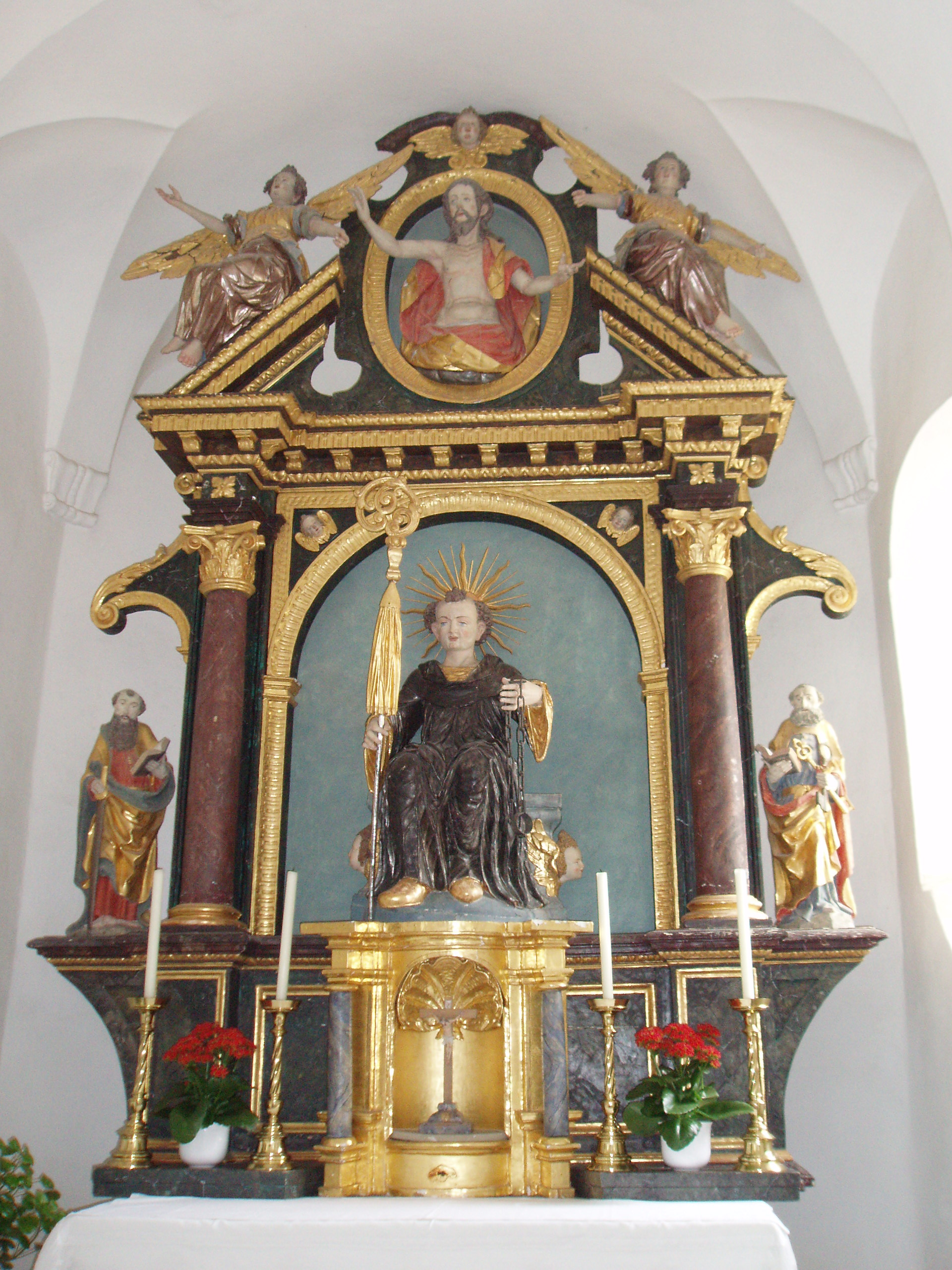
Altar mit Leonhard-Figur

## Geschichte
Der Ortsname bedeutet in seiner ursprünglichen Form „Hohes Dorf“. Der Ort ist erstmals 1097 im Zusammenhang mit einem Ortsadeligen erwähnt: Ein Engilmar de Hondorf tritt in einer Schenkungsurkunde an das Kloster St. Petri in Münchsmünster als Zeuge auf. 1120 hört man noch von einem Nizo von „Houendorf“, dann verschwindet der Ortsadel. 1180 kam das Dorf in den Besitz der Wittelsbacher Markgrafen von Vohburg. Als diese 1204 ausstarben, wurden die Grafen von Scheyern, ebenfalls Wittelsbacher, Nachfolger. 1326 wurden die Pfründen von Vohburg und damit von Hondorf dem Benediktinerkloster Scheyern inkorporiert. Unter dem Scheyerner Abt Konrad von Tegernbach kam es 1413 bis 1421 zur Stiftung des ersten Sonntagsgottesdienstes  in „Höndorf“; noch im Stiftungsjahr beklagt sich ein Pfarrvikar, dass er an Sonn- und Feiertagen zwei Messen lesen müsse, und zwar eine in Vohburg, die andere zu Höndorf; das Kloster Scheyern gestattete ihm daraufhin einen Gesellpriester. 1434 erwarb auch das Kloster Münchsmünster Besitz im Ort. Die Klöster gaben ihre Äcker ortsansässigen Bauern zu Lehen. Ab 1552 gehörte der Ort zur Hofmark Altmannstein. 1621 kam „Hondorf“  zur Hofmark Hinzenhausen. 1621 wurde das Dorf mit seiner Peter-Paulkirche provisorisch, 1804 endgültig aus der Pfarrei Vohburg nach Mingelstetten (Mindelstetten) ausgepfarrt. Die politische Gemeinde Hiendorf wurde 1818 durch das zweite Gemeindeedikt errichtet. 1840 kam es zum Neubau der Straße Mindelstetten – Hiendorf – Vohburg. 1964 wurde eine Flurbereinigung durchgeführt.
Die Einwohnerzahl lag 1802 bei 94, 1900 bei 147, 1961 bei 133 (20 Höfe) und 1983 bei 141 (10 landwirtschaftliche Voll- und 8 Nebenerwerbsbetriebe). In 2012 zählt Hiendorf 184 Einwohner.
Hiendort gehörte zu dem am 30. Juni 1972 im Rahmen der Gebietsreform in Bayern aufgelösten Landkreis Riedenburg (Oberpfalz) und wurde am 1. Juli 1972 in den Landkreis Eichstätt, der von Mittelfranken nach Oberbayern kam, eingegliedert. Gleichzeitig gab Hiendorf seine gemeindliche Selbstständigkeit am 1. Juli 1972 auf und wurde Ortsteil der Gemeinde Mindelstetten.

## Ortskirche
Die Ortskirche St. Peter und Paul ist eine romanische Anlage. Sie wird 1590 bei einer Visitation als sehr defektiös bezeichnet. Im 17. Jahrhundert versah man sie an Stelle der romanischen Apsis mit einem neuen Chor und über dem Chor mit einem Dachreiter mit Achteck und Kuppel. 1882 verlängerte man die Kirche um 6,20 Meter nach Westen. Der Hochaltar mit seinen zwei Säulen stammt aus der ersten Hälfte des 17. Jahrhunderts. In der Altarnische steht eine bemalte Holzfigur des hl. Leonhard aus der Zeit der Errichtung des Altars; seitlich sind am Altar gotische Holzfiguren der Apostel Petrus und Paulus aufgestellt, die auf das frühe 15. Jahrhundert datiert werden. Der linke Seitenaltar zeigt eine Madonnenfigur aus dem 15. Jahrhundert, der rechte eine Figur des Evangelisten Johannes, um 1500. Im Chorbogen findet man links ein gotisches Sakramentshäuschen. Das Deckengemälde stammt von 1930. Die Kirche ist das einzige eingetragene Baudenkmal des Dorfes.